# Минівка (Самарівський район)
Ми́нівка — село в Україні, у Чернеччинській сільській громаді Самарівського району Дніпропетровської області. Населення за переписом 2001 року становить 458 осіб.

## Географія
Село Минівка розташоване на правому березі каналу Дніпро — Донбас, вище за течією на відстані 3 км розташоване село Чернеччина, нижче за течією на відстані 2,5 км розташоване село Котовка, на протилежному березі — село Краснопілля. Навколо села кілька заболочених озер. Через село проходить автошлях територіального значення Т 0412.

## Населення
1989 року за переписом тут проживало приблизно 580 осіб, а у 2001 році — 458 осіб.

### Мова
Розподіл населення за рідною мовою за даними перепису 2001 року:
| Мова            | Кількість | Відсоток |
| --------------- | --------- | -------- |
| українська      | 440       | 96.10%   |
| російська       | 13        | 2.80%    |
| румунська       | 3         | 0.66%    |
| інші/не вказали | 2         | 0.44%    |
| Усього          | 458       | 100%     |

## Історія
Історія села Минівка розпочинається з 1877 року. Саме в цей рік на приорільській землі, (на той час це безмежні родючі ніким не заселені землі порослі заростями та чагарниками), поселились перші поселенці з села Ряське (нині — Полтавської області). Саме на ці землі з Рящанської гори і пересилився козак Мина, який започаткував своїм переселенням село, яке згодом на його честь назвали Минівкою. За Миною потяглися на вільні землі інші рящани, що розбили спочатку на берегах Орілі, а пізніше глибше в степу, свої поселення.
Перші масові поселення людей датуються 1882 роком, коли на узбережжі річки Оріль поселилось 50 сімей. Минівські поселенці займалися землеробством, обробляючи землю дерев'яними сохами і боронами.
Металеві знаряддя праці з'явилися у 1895 році, коли землю почали обробляти залізними лопатами, сапами, іноді використовуючи, як тяглову силу-корів. Промислове виробництво на той час було зовсім відсутнє, не було навіть ковалів. І тому залізну кочергу, рогач, лопату чи інший інвентар потрібно було купувати в кочових циган, які на той час займалися торгівлею.
Життя в ті часи було дуже скрутне — люди були напівголодні,не мали можливості навіть добре поїсти хліба. Вони служили в поміщиків — Трутовського, Кардаша, Шагара, Кулака і тяжко працювали зранку до ночі тільки за харчі і оплату, що становила 25 копійок за день дорослим і 15 копійок підліткам. Наймитів годували один раз на день кулішем, або галушками з дерев'яного корита.
Письменних людей на той час в Минівці не було. В 1889 році в населеному пункті збудували церкву, а через дорогу, що перетікала село навпіл відкрили цвинтар. Церква стала центром культури та духовності минівців. Єдиними освіченими людьми на селі були батюшка та дяк. На початку XX століття уряд Російської імперії вирішив понести освіту в народ. За указом царя з 1910 по 1916 роки на земства покладалося робота по відкриттю сільських церковно-приходських земських шкіл.
У 1914 році земство збудувало на майдані між церквою і цвинтарем школу, яка швидко заполонилася дітлахами. Збудовано було всього одне приміщення, у якому були і класні кімнати, і помешкання для директора школи. Спочатку в школі було 4 класи церковно-приходської школи, згодом, за радянських часів, стало 7 класів. Приміщення школи треба було розширювати, але коштів для будівництва не було і діти навчались крім основної цегляної споруди в хатах-мазанках.
Життя на той час в селі було тяжке, не було ні магазинів ні лікарні. Землю давали тільки на осіб чоловічої статі в розрахунку 1,25 десятини на одного, у той час, як у пана було близько 50 000 десятин.
На період 1905 року територія села простягалася з півдня на північ — від хати Школи Ониська Костьовича до хати Полішко Миколи Омельковича, і з заходу на схід від хати Чуприни Параски Яківни до хати Полішко Василини Миронівни. У 1905 році революційна хвиля докотилася і до села і селяни розгромили і попалили маєтки поміщиків.
У 1917 році в селі з'явилися революціонери: Прус Григорій, Ворона Федір, Біленко Федір, Гречка Тихін. Встановлення Радянської влади принесло з початку населенню землю і право її одноосібно обробляли. 1924 року утворилась перша комуна «Іскра» яка існувала до 1930 року.
У 1930 році було утворено союз «Незаможних», головою якого був Прус Григорій Олександрович. Значна увага в цей час приділялася колективізації. З 1934 року головою Минівської сільської ради було обрано Дубовицького Михайла Івановича, а союз «Незаможних» було перейменовано в артіль «Зоря».
Після 1935 року розпочалося соціалістичне відродження села, появилися машини, трактори. Першими трактористами села були: Віннік Віра Григорівна, Глиняний Іван Гаврилович, Коваль Галина Яківна, Порохня Євдокія Федорівна, Штанько Степан Гаврилович, Чуприна Василь. В цей час на території села було відкрито семирічну школу, клуб, бібліотеку, медпункт, магазини. В селі з'явилося багато освічених людей.
На початок німецько-радянської війни в селі Минівка був самостійний колгосп «Зоря» В цей час головою сільської Ради був Дубовицький Михайло Іванович, а головою колгоспу — Зигар Олександр Петрович. Майже все чоловіче населення пішло воювати на фронт, жінок і дітей було силоміць забрано на каторжну працю до Німеччини, Дубовицького було розстріляно, село було майже повністю спалене, сотні людей загинуло, багато залишилось інвалідами. У 1943 році село було звільнено від німецької окупації. На цей час головою сільської ради було обрано Решетило Івана, і під його керівництвом розпочалася відбудова майже вщенть знищеного села. Після війни головою сільської ради було обрано Гречку Микиту Мусійовича, головою колгоспу — Прудивуса Івана Павловича. Було відбудовано школу, домівки селян, побудована контора колгоспу.
На полях в основному робили жінки, використовуючи тяглову силу-корів та биків. В 50 роках колгосп називався ім. Калініна, головою колгоспу був обраний Покотило Мифодій Платонович. В селі не було ні клубу, ні розважальних заходів, але людям демонстрували фільми, прикріплюючи на стіні контори екран. Сеанс кінофільму коштував 5 копійок, на перегляд фільму приходило майже все село. Головою сільської Ради працював Недоріка Іван Іванович.
У 1960 році Постановою Уряду «Про укрупнення колгоспів і сільських рад» в один колгосп було об'єднано села Краснопілля, Минівку, Заплавку і Кременівку. Утворився один колгосп імені Петровського і єдина Заплавська сільська рада.
У 1960—1970-х роках побудували два магазини, дитячий садок, силами батьків було побудовано ще одне приміщення школи, побудована пошта, майстерня, кузня. У 1963 році село Минівка було електрифіковане і в кожну оселю було проведено радіо.
У 1980-х роках будується величезний тваринницький комплекс для відгодівлі нетелів. В цей час будується новий сільський клуб, який став окрасою села. Керівниками в цей час були: головою колгоспу імені Петровського — Ткачов Олександр Аврамович, а головою сільської ради — Гарькавий Василь Максимович. Завдяки старанням голови колгоспу Жевжика Олександра Демидовича наприкінці 1980-х років майже всі вулиці села були заасфальтовані.
У 1990-х роках з набуттям незалежності України, під час реформування колгоспу імені Петровського на його базі утворилося КДСП «Оріль», а згодом земля була розпайована і роздана в приватну власність. В той час до багатьох осель селян проведено природний газ.
17 липня 2020 року, в результаті адміністративно-територіальної реформи та ліквідації Магдалинівського району, село увійшло до складу Новомосковського району.

## Об'єкти соціальної сфери
- Школа.
- Дитячий дошкільний навчальний заклад.

## Видатні земляки
- Нестеренко Данило Потапович — Герой Радянського Союзу
- Льотчики винищувачі:
  - Гарькавенко Іван Аривонович
  - Трясак Михайло Федорович
  - Сич Микола Гаврилович.